# Svea Dahl
Svea Ottilia Henrika Dahl, född 9 april 1870 på Lidingö, död 15 september 1940 i Maria Magdalena församling i Stockholm, var en svensk konsthantverkare och träsnidare.
Dahl studerade konst för Selma Giöbel. Hon anställdes 1886 som assistent till Giöbel och övergick senare till en anställning vid AB Svensk konstslöjd. Hennes konst består bland annat av träsniderier.
Dahl är gravsatt på Norra kyrkogården i Stockholm.